# مغز مردانه (کتاب)
مغز مردانه(به انگلیسی: The Male Brain) عنوان کتابی از دکتر لوآن بریزندین (Louann Brizendine)، عصب-روانپزشک امریکایی است که دربارهٔ ویژگی‌های تأثیرگذار مغز و هورمون‌های مردانه بر زندگی و نگرش و تعاملات مردان به نگارش در آورده است. این کتاب توسط دکتر محسن دهقانی دانشیار دانشکده روان‌شناسی و علوم تربیتی دانشگاه شهید بهشتی و محمدحسین طهرانی زمانی دانشجوی کارشناسی ارشد روان‌شناسی بالینی انستیتو روانپزشکی تهران ترجمه شده و توسط انتشارات رشد به چاپ رسیده است. 
ساختار
این کتاب در هفت فصل به اضافه یک مقدمه و یک گفتار پایانی نوشته شده‌است. هر یک از فصول به ویژگی‌های خاص نشأت گرفته از مغز مردانه در دوره‌های خاصی از زندگی مردان می‌پردازد. این فصول عبارتند از: یک مغز پسرانه، مغز پسرانه نوجوان، مغز جفت خواهنده: عشق و شهوت، مغز زیر شکم، مغز پدرانه، دوره مردانگی: زندگی عاطفی مردان، مغز مردانه میانسال.